# Acanthostichus laticornis
Acanthostichus laticornis är en myrart som beskrevs av Auguste-Henri Forel 1908. Acanthostichus laticornis ingår i släktet Acanthostichus och familjen myror. Inga underarter finns listade i Catalogue of Life.